# 米哈伊洛·柯秋宾斯基
米哈伊洛·米哈伊洛維奇·柯秋宾斯基（羅馬化：Mykhailo Mykhailovych Kotsiubynskyi；1864年9月17日—1913年4月25日），乌克兰作家，他的作品描述了20世纪初乌克兰的典型生活。柯秋宾斯基早年创作的故事属于民族现实主义。随着他写作风格越来越精湛，他逐渐成为最杰出的乌克兰印象派和现代主义作家之一。他的小说广受欢迎，后来改编成苏联电影，如《远祖的阴影》。